# Liste des gares de la wilaya de Guelma
La liste des gares de la wilaya de Guelma est une liste des gares ferroviaires situées dans la wilaya de Guelma, en Algérie.

## Gares ferroviaires dans la wilaya
La wilaya de Guelma compte six gares. Elles sont exploitées par la Société nationale des transports ferroviaires (SNTF).
| Gare                  | Commune     | Lignes              |
| --------------------- | ----------- | ------------------- |
| Gare de Aïn Tahmimine | Medjez Sfa  | Annaba à Djebel Onk |
| Gare de Bouchegouf    | Bouchegouf  | Annaba à Djebel Onk |
| Gare de Boudaroua     | Oued Fragha | Annaba à Djebel Onk |
| Gare de Boukhamouza   | Oued Fragha | Annaba à Djebel Onk |
| Gare de Medjez Sfa    | Medjez Sfa  | Annaba à Djebel Onk |
| Gare de Oued Fragha   | Oued Fragha | Annaba à Djebel Onk |

| \| Aïn Tahmimine Bouchegouf Boudaroua Medjez Sfa Oued Fragha Boukhamouza Guelma \| Localisation des gares de la wilaya de Guelma |
| Aïn Tahmimine Bouchegouf Boudaroua Medjez Sfa Oued Fragha Boukhamouza Guelma                                                     |

## Lignes ferroviaires dans la wilaya
La wilaya est traversée par une ligne : la ligne d'Annaba à Djebel Onk.